# 东风-41型洲际弹道导弹
东风-41型洲际弹道导弹（又稱DF-41，北約代號CSS-X-10）是中华人民共和国研制的一种三级固体燃料机动型洲际弹道导弹，可携带10枚分导式多弹头，最大射程14000公里（最新改进型15000公里），與美国LGM-30民兵导弹相等。据信其最高速度可达26马赫，圓周偏差率100米，从中国大陆发射几乎可以打擊地球上任何一個目標。该导弹可機動發射，有公路版東風41洲際導彈和鐵路版東風41洲際導彈。

## 描述
东风-41型洲际弹道导弹是一种多目标重返大气层载具导弹，属于第三代洲际导弹改良而出的，综合能力已達美国三叉戟-II导弹和俄罗斯白杨SS-27的水準。
2014年8月，中国陕西省环境监测中心网站上做出有关DF-41洲际弹道导弹设置环境监测点的事件的新闻报道。这是东风-41第一个正式的公开证明，这也证明了东风-41的开发已接近尾声。得到公众的关注后不久这条新闻报告（以及整个网站）被撤下。美媒报道称东风-41有望在2015年开始服役。
2015年9月3日的“纪念抗战胜利70周年阅兵式”中，东风-41型洲际导弹没有出现，取而代之的是东风-31A型和东风-5B型“分导式”洲际导弹。
对于东风-41型洲际导弹的最大射程，有12,000公里、14,000公里和15,000公里三种不同的说法，其中12,000公里为中国境内腹地（河南）发射经过北极覆盖美国本土全部领土的射程要求，14,000公里为中国境内腹地发射经过太平洋覆盖美国本土全部领土的射程要求，15,000公里为中国境内任何一点发射覆盖欧洲、北美任何目标的射程要求。
2015年底美國媒體大幅報導喬治城大學亞洲軍控項目已經確認有东风-41型的鐵路版發射成功，隨後央視間接證實，這種重型洲際飛彈使用公路車輛發射雖然可行但有不少問題，首先是巨大的重量對卡車輪胎和底盤的維護保障有壓力，不少路面和橋梁承重有問題，更多涵洞和橋底也無法讓這種巨型車輛通過或轉彎，所以配合發展大規模的鐵路和隧道系統，利用火車來運輸和發射，利用大量隧道來隱蔽，以更合理經濟的方式構建一個大數量且機動的洲際飛彈發射網，在敵方核打擊下生存率較高，有充分二次打擊能力，並且多彈頭和誘餌標靶散佈都已經試射成功表示只要一枚飛彈穿過敵國反導防護網，就能造成重大死傷。
2016年3月，加拿大《汉和防务评论》报道：美国推测东风41洲际导弹今年将服役率先部署河南，“首批第一个旅，一个旅大约有16枚导弹，可以带50多枚的弹头，对美国来说是新的打击的压力。”
2016年11月4日，上海政法学院国际事务与公共管理系教授何奇松接受香港《南华早报》采访时表示，最新的东风41导弹达到了15,000公里的射程，“这种最新的导弹射程达到了世界第一的水平，最高飞行速度达到了30,000公里/小时（25马赫），可以在12分钟飞抵莫斯科，16分钟内飞抵伦敦，21分钟内抵达纽约；可携带针对城市目标的多个核弹头。”“亚太军事专家理查德费舍尔表示，中国火箭军的东风41导弹发射车在战时可以连续发射两枚东风41导弹。部分专家相信中国的东风41导弹旅团可能配备了12辆发射车，因此一个这样的发射单位就足以摧毁美国大多数的大城市。”
2017年1月下旬央視間接證實东风41已經大量裝備並可能完成試射，節目中表明三點：第一其射程絕對可以涵蓋美國全境，以作為對美國鷹派的回應；第二擁有公路機動和鐵路機動能力，尤其是以偽裝列車行駛於高鐵上發射類似前蘇聯「末日列車」設計；第三是設計階段就針對美國飛彈防禦系統的突破功能，且一發散佈的子核彈頭達6-10枚。
2017年4月，媒体报道：“火箭军东风-41导弹旅，每旅装备12枚东风-41型导弹；在2016年11月，东风-41的16X16重型越野TEL发射车疑似出现在中国的东北边陲，这可能代表着位于中国北方的火箭军部队也即将换装东风-41洲际弹道导弹。有可能是除了中部地区首个实验列装的发射旅之后的，第一个实战化部署旅。而部署在东北 ，则意味着通过北极弹道，美洲大陆全部都在东风-41导弹的射程内。”
2017年8月11日，据《俄罗斯之声》网站报道，俄罗斯外交部长拉夫罗夫表示：“尽管媒体报道中国在紧邻俄罗斯的东北地区部署东风-41型洲际导弹，但那不是针对俄罗斯的。”
2018年8月1日，据报道，中國的陸基洲際彈道飛彈中，東風-41是射程最遠，攜帶核彈頭最多的型號，又能覆蓋美國全境，因此對美國的威脅最大。
2019年10月1日，东风-41导弹在庆祝中华人民共和国成立70周年大会上出场，由16辆导弹发射车组成的导弹方阵是中国官方第一次将这款导弹公布于众。

## 研发历史
1984年，东风41立项，工程编号204工程，目的是加强陆基战略威慑力量，主要用于替换性能逐渐落后的东风-5型洲际弹道导弹。
1991年，解决固体燃料问题。
1994年，首次高弹道试射成功。
1999年，计算机模拟试射美国本土成功。
2010年，交付部队。
2016年，正式列装。
2019年10月1日，在庆祝中华人民共和国成立70周年大会首次公开亮相。

## 试射纪录
- 第一次：2012年7月24日
据美国“华盛顿自由灯塔”网站报道，中国方面于2012年7月24日成功试射了一枚东风-41陆基机动洲际弹道导弹，导弹从山西岢岚导弹基地发射，目的地为西部沙漠地区[25]。

- 第二次：2013年12月13日（南京大屠杀死难者国家公祭日）
美国“华盛顿自由灯塔”网站报道：在2013年12月13日在山西五寨导弹基地进行了东风41的第二次试射[26]。

- 第三次：2014年12月13日（南京大屠杀死难者国家公祭日）
2014年12月13日，东风-41导弹进行了第三次试射，并且“测试了多目標重返大氣層載具(MIRV)技术”，美国“华盛顿自由灯塔”网站声称：最新这次试射意味着“中国首次完成洲际导弹多弹头战斗部试验”[27]。

- 第四次：2015年8月6日
台湾联合新闻网2015年8月11日评论说，大陆于8月5日，广岛核爆纪念日前一天再次试射东风-41洲际导弹，“这次试射东风-41洲际导弹意味这型号导弹已经进入实战部署阶段”[28]；但8月19日，美《华盛顿自由灯塔》网站报道，美国情报官员证实，中国8月6日进行了一次东风-41洲际导弹的试射，这次发射中这枚导弹携带了两个分导式模拟核弹头[29]。

- 第五次：2015年12月4日
美国《华盛顿自由灯塔》网站12月11日报道，该网站记者比尔·格茨称其从美国五角大楼的官员处得知，中国于今年12月4日又试射了一枚东风-41型洲际弹道导弹。比尔·格茨称，这次试验在中国西部地区进行，“东风-41第二次携带2个分导式弹头进行飞行试验并命中目标；卫星跟踪了发射和弹头命中目标的全部过程。”[30]

- 第六次：2015年12月5日
美国《华盛顿自由灯塔》网站12月21日报道，美国情报部门向该网站记者透露，他们最近监测到中国从铁路货车上进行了东风-41导弹弹射试验[31]。这次试验是在今年12月4日东风-41第二次携带2个分导式弹头进行飞行试验并命中目标后一天，也就是今年12月5日进行的。该报道认为，这表明中国将可能模仿俄罗斯建造“铁路核潜艇”，即可携带多枚导弹，伪装成普通铁路客货车辆的货车，利用遍布全国的铁路网来部署洲际导弹[32]。

- 第七次：2016年4月12日[33]
美国《华盛顿自由灯塔报》网站4月19日报道[34]，匿名美国国防部官员称，中国在今年4月12日进行了一次东风-41弹道导弹飞行试验，试验中导弹携带了两个分导式弹头[35]。美国通过卫星和其他区域传感器观测了这次试验。中国国内“航天见闻”微博在4月9日发布消息称[36]，据中国民航禁航通告显示，4月12日，中国在太原卫星发射中心将进行了一次航天发射活动；禁航通告在太原卫星发射中心以东区域划出两个疑似发射物落区。这可能就是外媒所报道的东风-41试射。
4月21日，美国《华盛顿自由灯塔》网站，在首页头条再次以大字报道称“中国确认在南海进行多弹头导弹测试”。文章称，中国国防部4月21日证实，北京近日在南海试射了最新远程导弹，这加剧了日益紧张的中美局势[37]。同日，中国国防部回应南海附近发射洲际导弹：记者提问：“据报道，4月12日，中国在南海附近发射了洲际导弹。请中方确认并提供相关信息。”国防部新闻局对此回应：我们在境内按计划进行科研试验是正常的，这些试验不针对任何特定国家和目标。媒体报道的试验地点纯属猜测[38]。

- 疑似第八次（后被证实为东风-5C）：2017年1月15日[39]（川普上任美国总统前夕）
在1月15日，外媒猜测中国在西部进行了一次东风-41的高弹道飞行试验，根据导弹落区呈圆形的禁飞区范围分布，被认为是一次分导式多弹头的再入试验，当然回收的并非真弹头，而是数据的遥测舱[40][41]。但1月31日，美国《华盛顿自由灯塔报》刊文称，两名五角大楼官员透露，1月早些时候，中国进行了一次洲际导弹试射，五角大楼认为，这次试验中测试了新的东风-5C导弹，这枚导弹携带了10个分导式弹头。这次试验早些时候曾有法国媒体报道，当时被认为是一次东风-41导弹的分弹头试验[42]。

- 第八次：2017年11月5日[43]（川普访问日本期间）
11月9日，香港《南华早报》称，从中国发布的民航NOTAM系统禁航区通告看，上周日（11月5日）早晨9时-10时，在此前进行过多次洲际导弹试射的中国西部地区上空，可能进行了一次东风-41洲际导弹飞行试验[44]。

- 第九次：2018年5月27日[45]
美国《华盛顿自由灯塔》报6月5日报道，美国国防部官员透露，5月27日发现中国进行东风-41洲际导弹的试射活动，这次试射中东风-41导弹投射了多个弹头，并命中中国西部靶场目标。

- 第十次：2019年11月22日[46]
《华盛顿时报》25日称，五角大楼25日证实，中国最新型“东风-41”多弹头洲际导弹于22日进行了飞行试验：“这枚导弹可能是从中国西北部的一个发射中心发射的，并命中西北戈壁沙漠的一个偏远地区的导弹靶场。”[47]报道称，在“东风-41”此次试射前一周，中国还进行了“东风-31”洲际导弹的飞行试验。

## 外部連結
- fas DF-41 （页面存档备份，存于）